# شینتی
شینتی (به انگلیسی: Shinty) یا کاماناچ ایومین یک ورزش تیمی چوب و توپ است که بیشتر در ارتفاعات اسکاتلند بازی می‌شود. این ورزش محبوبیت بیشتری در میان مهاجرین اسکاتلندی در انگلستان و دیگر کشورها دارد.
ورزش شینتی شباهت زیادی با هاکی روی چمن دارد که چند تفاوت عمده این دو رشته را مجزا می‌نماید. برای مثال در ورزش شینتی بازی می‌تواند در هوا نیز جریان داشته باشد یا این که یک بازیکن اجازه دارد تا به وسیله هر دو طرف چوب خود که کامان نامیده می‌شود به توب ضربه بزند.